# In Fear

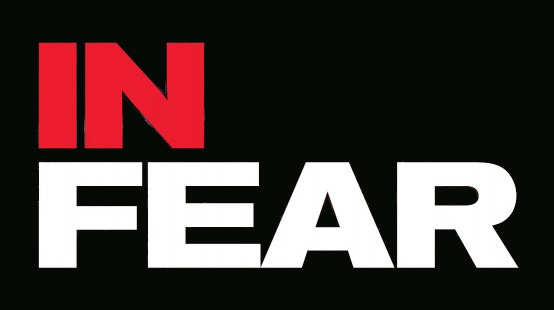
Official logo of the 2013

In Fear (Brasil: Uma Noite para Esquecer ) é um filme de terror psicológico produzido no Reino Unido, dirigido por Jeremy Lovering e lançado em 2013.
Foi lançado no Brasil diretamente em DVD no dia 1 de dezembro de 2014.